# Johan Jakob Nervander
Johan Jakob Nervander (23 février 1805-15 mars 1848) est un physicien et poète finlandais.

## Biographie
Après des études à l'Académie royale d'Åbo où il se lie d'amitié avec Johan Ludvig Runeberg, il invente un galvanomètre pour mesurer les courants électriques faibles qui fit sa renommée. Il est le premier directeur de l'observatoire magnétique d'Helsinki.

## Œuvres
- « Mémoire sur un galvanomètre à châssis cylindrique, par lequel on obtient immédiatement et sans calcul la mesure de l'intensité du courant électrique qui produit la déviation de l'aiguille aimantée », Annales de chimie et de physique, 55, 1833, p. 156